# Canon EOS 550D
Canon EOS 550D è una fotocamera reflex digitale (DSLR) presentata dalla Canon l'8 febbraio 2010 e disponibile dal marzo successivo.
Per la sua fascia di prezzo il modello 550D può essere considerato il successore del 500D; è noto come EOS Kiss X4 nel mercato giapponese e EOS Rebel T2i negli USA.

## Caratteristiche
- Sensore CMOS formato APS-C da 18 egapixel
- Processore d'immagine DIGIC 4
- Display LCD TFT a colori da 3.0 pollici con risoluzione di 1 040 000 punti
- Scatto in LiveView con Riconoscimento del volto (face detect)
- 9 punti di autofocus con sensori centrali a croce
- Modalità filmato: full HD a 1920x1080p @ 30 fps (1280x720p @ 60 fps)
- Microfono monoaurale per audio durante la registrazione di filmati e mini-speaker per riprodurre il filmato in-camera
- Live preview con contrast-detect autofocus
- Sistema di pulizia del sensore integrato Canon EOS
- Scatto continuo fino a 3.7 fotogrammi per secondo (34 JPEG o 6 RAW)
- Monta obiettivi Canon EF o EF-S.
- Output Video HDMI per visione ad alta risoluzione su monitor o TV
- NTSC/PAL video output
- Scatto nei formati: JPEG, RAW (14-bit Canon original)
- Corpo in acciaio inox e resina di policarbonato con fibra di vetro